# Azita Shariati
Azita Shariaty Khalil Abad, född 14 januari 1968 i Teheran i Iran, är en svensk företagsledare. 
Azita Shariati är uppvuxen i Teheran. 1986 flydde hennes blivande man till Sverige för att undvika militärtjänstgöring i kriget mellan Iran och Irak. Två år senare, när hon var 20 år, följde Shariati efter och hamnade i Göteborg. I Sverige läste hon in högskolebehörighet via Komvux och utbildade sig sedan till kostekonom vid Göteborgs universitet samt läste kurser i statistik, ledarskap och marknadsföring vid Handelshögskolan.
Shariati blev 2014 vd för Sodexo AB i Sverige, ett företag med tjänster inom servicesektorn. Hon började arbeta inom företaget 1998 och första anställningen inom bolaget var som restaurangchef. Hon har sedan dess bland annat varit försäljningsdirektör, affärsområdeschef och Sverigechef. När hon var vice vd 2010 införde hon och ledningsgruppen ett mål att företaget år 2015 ha 50 procent kvinnor på högre chefspositioner vilket uppnåddes. Hon föreläser ofta om vikten av jämställdhet och mångfald i företag. 2015 utsåg tidningen Veckans affärer Azita Shariati till 2015 års mäktigaste kvinna i näringslivet.
Den 1 december 2019 lämnade hon Sodexo efter 21 år för ett nytt jobb som vd och koncernchef för djursjukvårdsföretaget AniCura.
År 2019 blev hon en av Sommarvärdarna i P1.
Hon har kommit ut med boken Hela bilden, om sitt liv och sin ledarskapsfilosofi.
Hon är gift och har en son; familjen är bosatt i Upplands-Väsby.